# ميكاه ألتمان
ميكاه ألتمان (بالإنجليزية: Micah Altman) هو عالم سياسة وأمين مكتبة أمريكي، ولد في 31 أغسطس 1967.